# Pandemia de COVID-19 na cidade de Nova York
O primeiro caso relacionado à pandemia de COVID-19 foi confirmado na cidade de Nova York em março de 2020 por uma mulher que havia viajado recentemente para a cidade desde o Irã, um país já seriamente afetado pela pandemia na altura. Aproximadamente um mês mais tarde, a região metropolitana era já a área mais afetada dos Estados Unidos da América. Em abril, a cidade tinha mais casos confirmados de coronavírus do que a China, o Reino Unido ou o Irã e, em maio, tinha mais casos do que qualquer outro país fora dos Estados Unidos.
Em 20 de março, o gabinete do governador emitiu uma ordem executiva encerrando negócios não essenciais. O sistema de transporte público da cidade permaneceu aberto, mas enfrentou lotação devido à redução do serviço de transporte e ao aumento do número de moradores de rua que recorreram ao metrô em busca de abrigo.
Em abril, centenas de milhar de nova-iorquinos estavam desempregados, com uma perda de receita fiscal estimada em bilhões (ou milhares de milhões). Os empregos de baixa renda nos setores de varejo, transporte e restaurantes são especialmente afetados. A queda na receita, nos impostos sobre as vendas e nas receitas do turismo, incluindo as receitas fiscais dos hotéis, pode custar à cidade até $10 bilhões (milhares de milhões). O Mayor, Bill de Blasio, disse que o sistema de proteção no desemprego da cidade entrou em colapso devido ao aumento dos pedidos de subsídio, sendo necessária assistência do governo federal para manter os serviços básicos.
A atual pandemia é o pior desastre em número de mortos na história da cidade de Nova York.
Em dezembro de 2020, o sistema de saúde da cidade de Nova York começou a administrar a vacina contra o coronavírus a pacientes de alto risco e socorristas, como médicos e enfermeiros. A administração local deu a esta etapa da vacinação o nome de "Fase 1a". Em 11 de janeiro de 2021, a cidade entrou na Fase 1b, passando a incluir pessoas com um mínimo de 65 anos e trabalhadores do comércio, bem como professores, socorristas, funcionários de transporte público e agentes penitenciários. Em fevereiro de 2021, foi expandida na cidade de Nova York a elegibilidade para vacinação na Fase 1b, passando a incluir funcionários de restaurantes (incluindo entregas) e motoristas de táxi. A cidade de Nova York programa ter a vacina disponível para todos os residentes da cidade até ao verão de 2021.

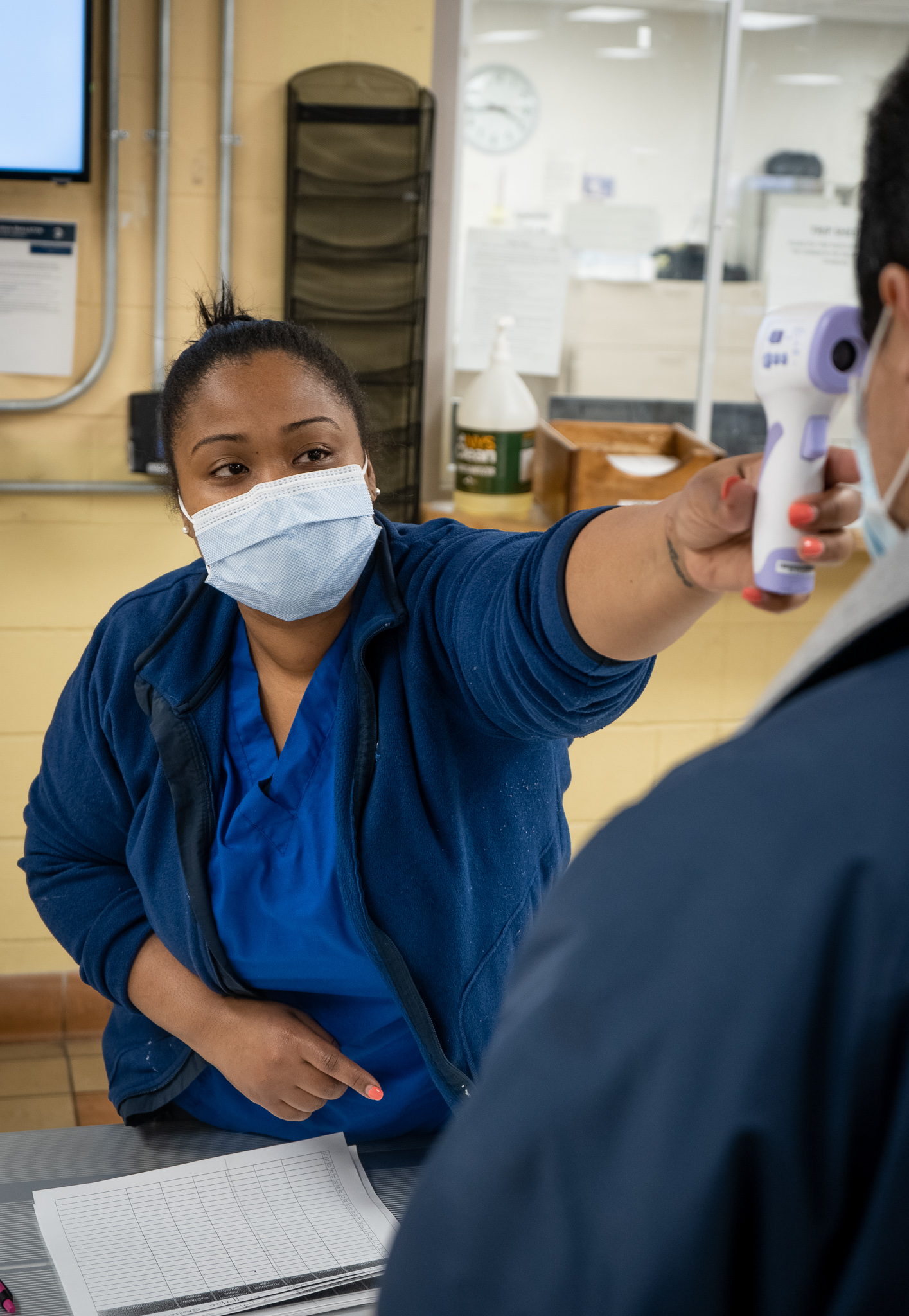
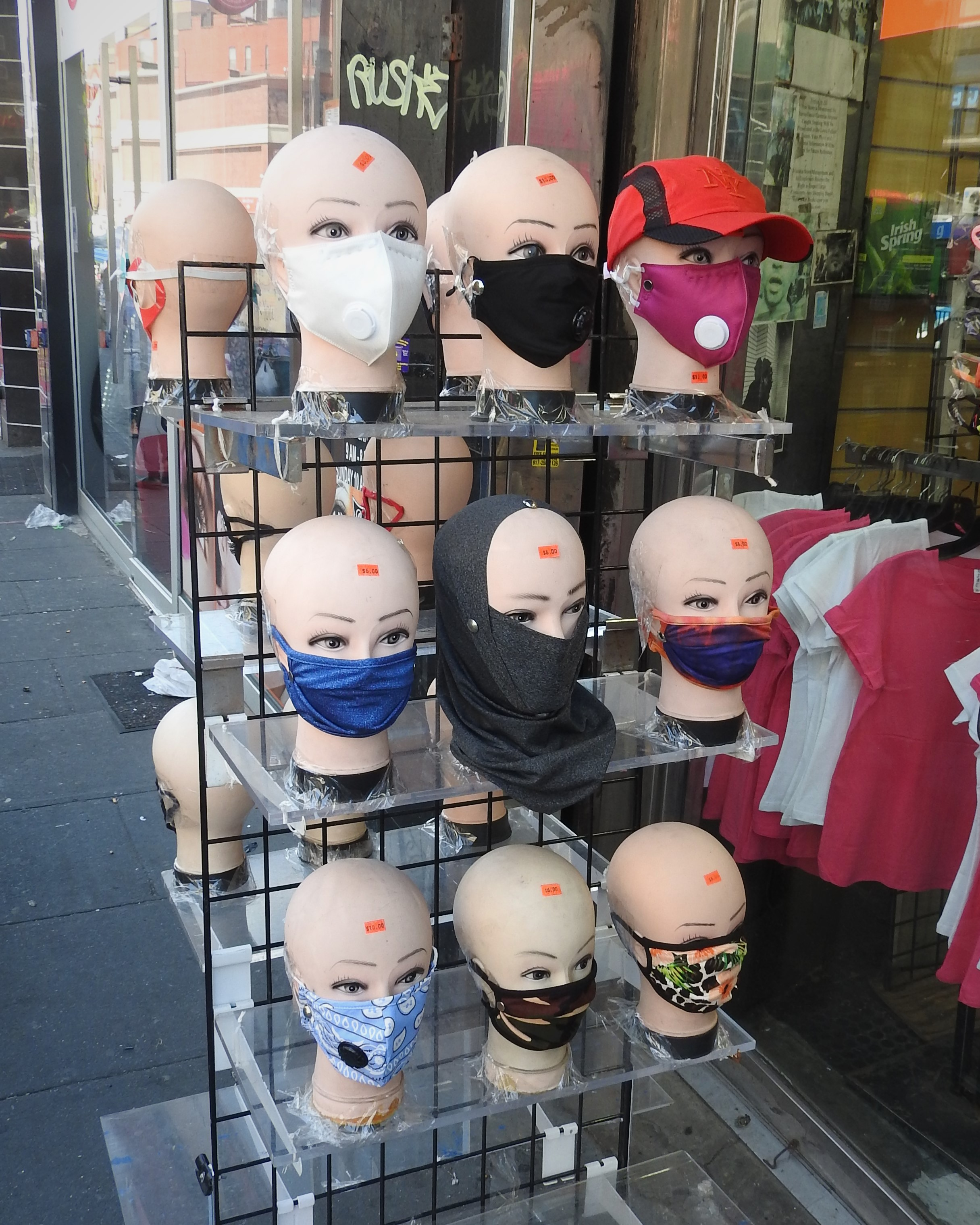
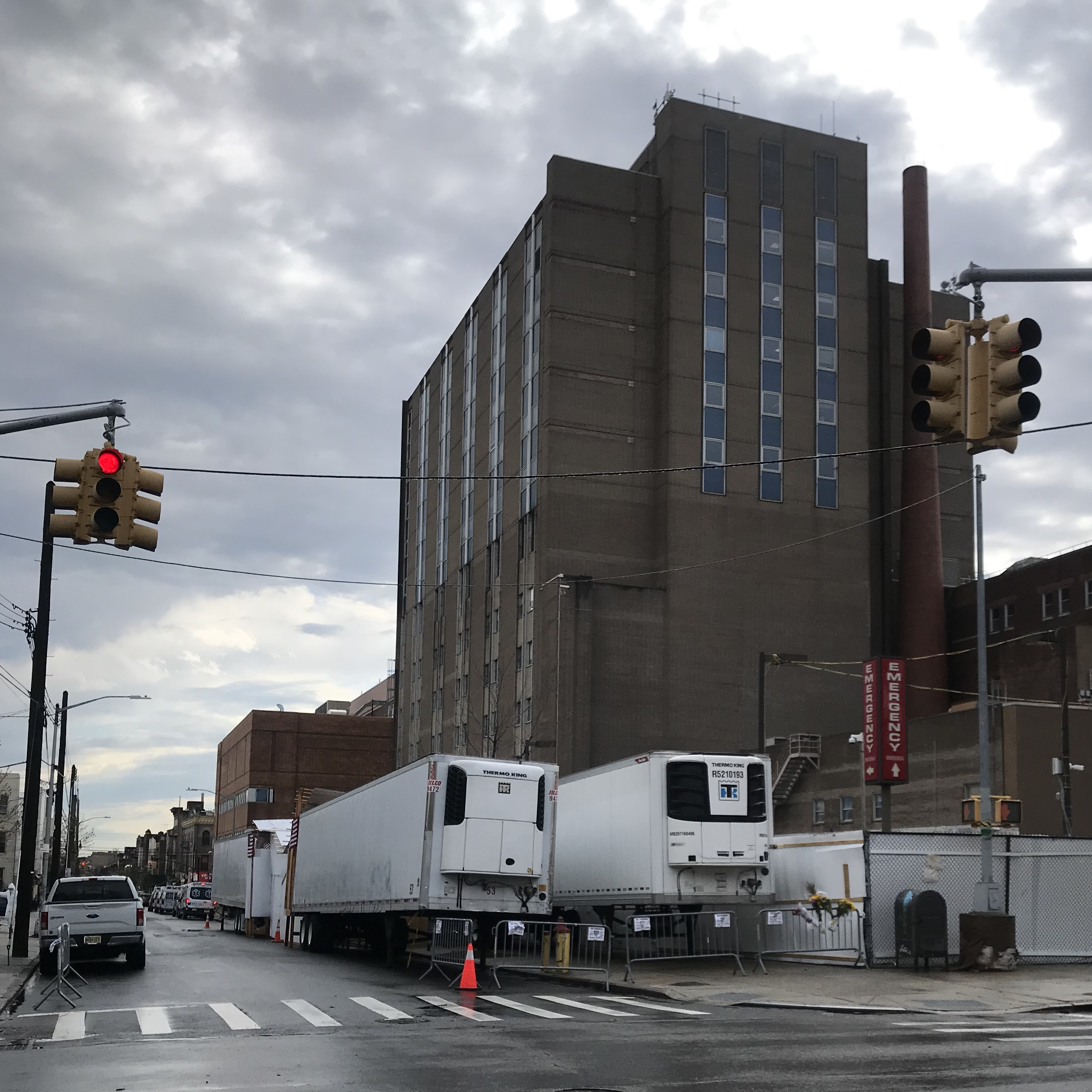
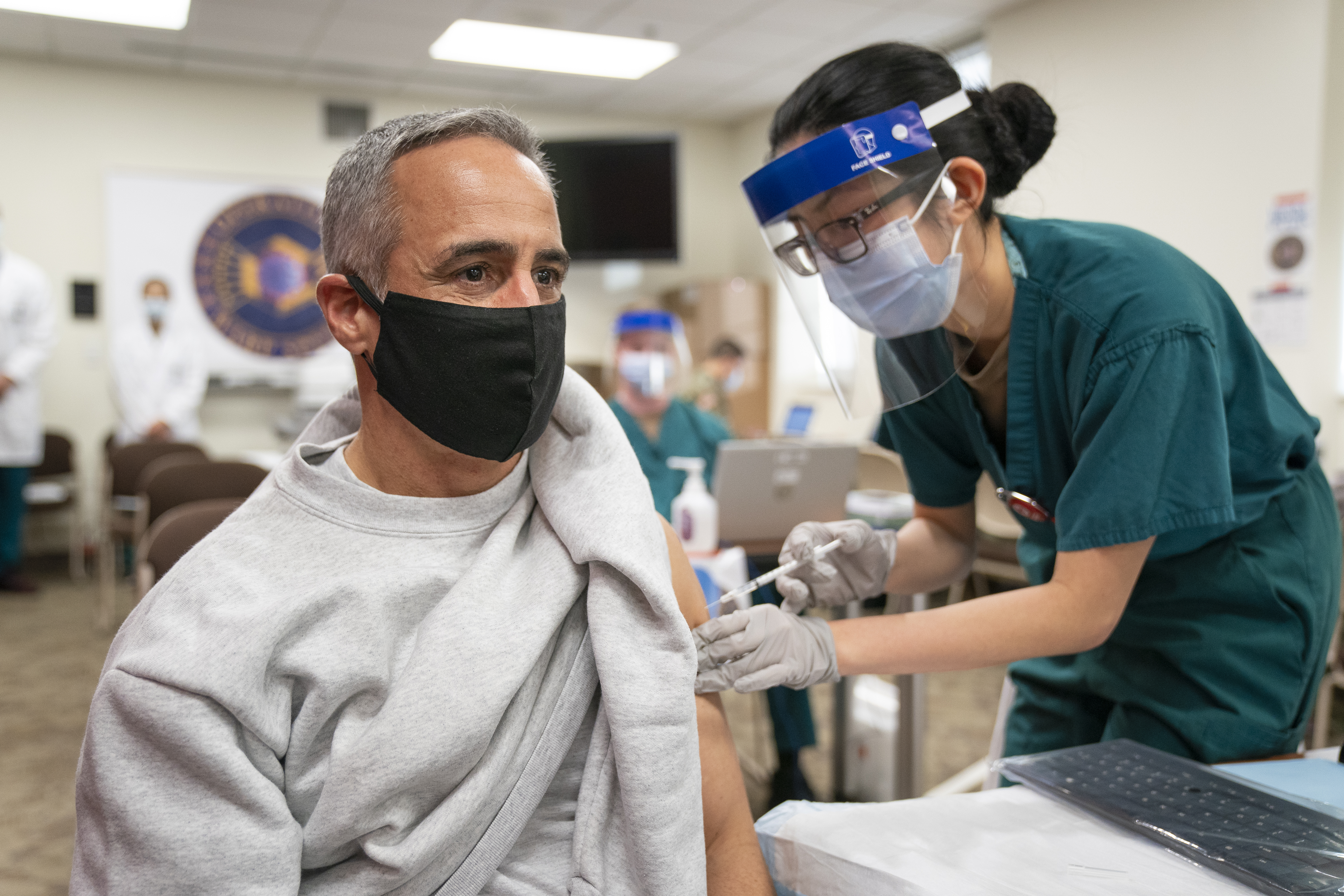
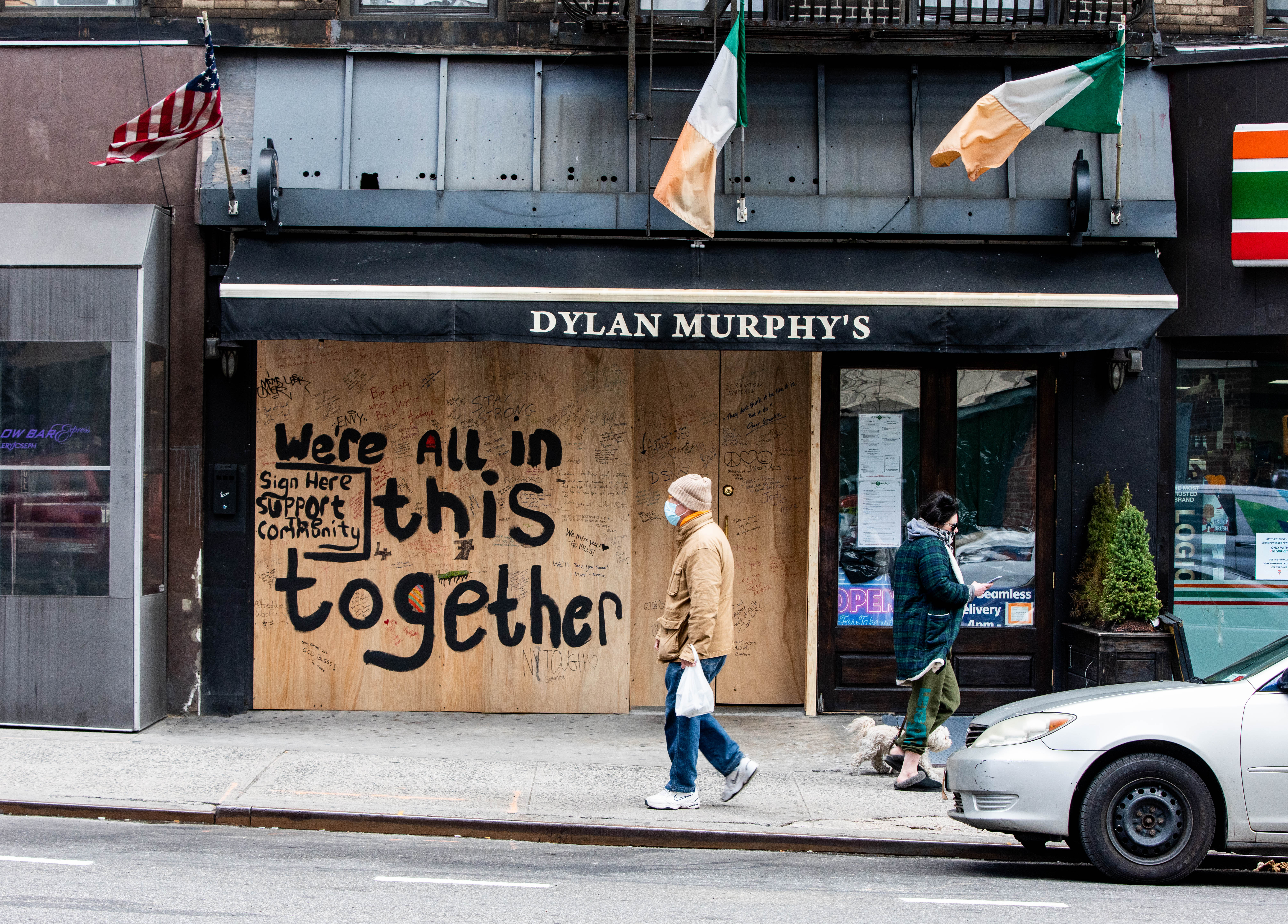
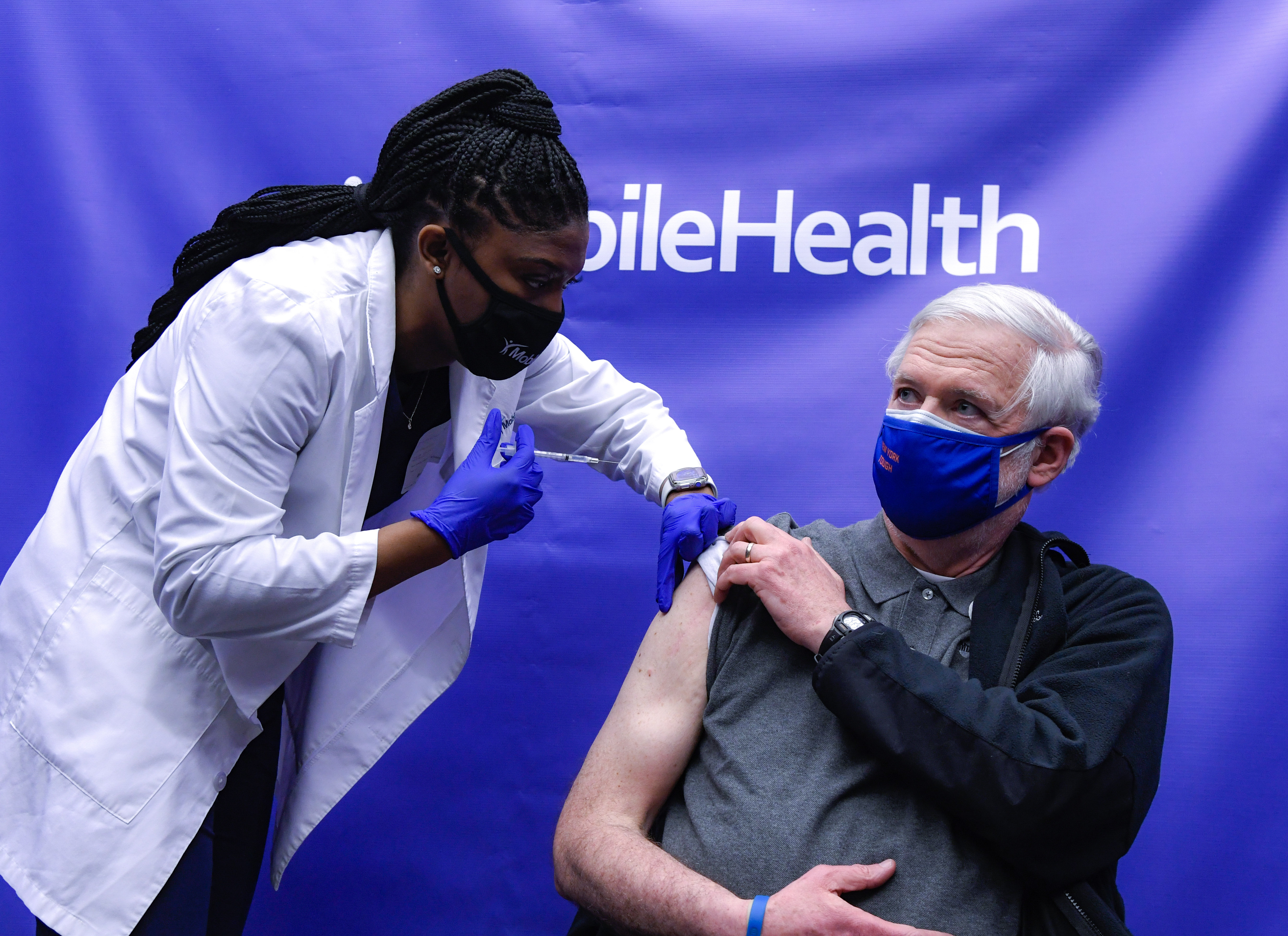

## References
1. ↑  Zimmer, Carl (8 de abril de 2020). «Most New York Coronavirus Cases Came From Europe, Genomes Show». The New York Times. ISSN 0362-4331
2. 1 2  West, Melanie Grayce (2 de março de 2020). «First Case of Coronavirus Confirmed in New York State». Wall Street Journal (em inglês). ISSN 0099-9660
3. ↑  «COVID-19 Cases US». www.arcgis.com
4. 1 2  «COVID-19: Data – NYC Health». nyc.gov
5. ↑  «COVID-19: Latest Data - NYC Health». www1.nyc.gov. Consultado em 18 de fevereiro de 2021
6. ↑  News, Eyewitness (25 de agosto de 2020). «Reopen NYC: MTA in worse shape than during the Great Depression, officials say». ABC7 New York (em inglês). Consultado em 18 de fevereiro de 2021
7. ↑  «NYC Asks Commuters to Stay Off Public Transit 'If You Can' to Combat Virus Spread». NBC New York (em inglês). Consultado em 18 de fevereiro de 2021
8. ↑  «The Flu Epidemic of 1918». NYC Department of Records & Information Services (em inglês). Consultado em 18 de fevereiro de 2021
9. ↑  «COVID-19: Data on Vaccines - NYC Health». www1.nyc.gov. Consultado em 18 de fevereiro de 2021